# Samuel Zopfy
Samuel Zopfy (Schwanden, 29 gennaio 1804 – Schwanden, 1º dicembre 1890) è stato un medico svizzero pioniere dell'omeopatia.
Samuel Zopfy è cresciuto a Schwanden, nel Canton Glarona, in Svizzera figlio del fornaio e locandiere Heinrich (1779-1858) e di Maria Elmer (1784-1843). Si è formato nell'arte medica in Germania presso l'Università di Heidelberg e la Ludwig-Maximilian University di Monaco di Baviera e negli Stati Uniti Ha conseguito il dottorato in un necrologio in una università di Philadelphia . Nel 1830, si stabilì come medico a Schwanden giù. Nel 1834 sposò Maria Tschudi, la coppia non ebbe figli.
Il dott. Zopfy si adoperò come un medico generico, chirurgo, dentista e omeopata. Inventatò diversi rimedi contro le malattie tra cui uno contro il colera . Insieme a Karl Krieger e Th Bruckner ha fondato 1856 Associazione svizzera dei medici omeopatici SVHA , pratica che aveva conosciuto nel 1828 a Heidelberg. Nel 1889 pubblicò in un libro di medicina con tutte le sue esperienze e con i risultati i 60 anni di professione.
Pochi mesi prima di morire ottuagenario nel dicembre 1890 ancora in pieno vigore fisico e mentale fece approvare una legge cantonale che equiparava sul piano giuridico a tutti gli effetti i figli naturali, sia di padre che di madre, a quelli legittimi. A testimonianza del suo intatto vigore fisico prese anche parte al campionato di tiro di Frauenfeld. Nel suo testamento vincolò una somma di ventimila Franchi svizzeri con la clausola che dovessero essere depositati in banca cumulando gli interessi annuali. Solo trascorsi cento anni gli interessi annuali maturati sulla cifra così formatasi sarebbero stati divisi tra i membri della famiglia Zopfy.

## Zopfy e Giuseppe Garibaldi
Il dott. Samuel Zopfy, chirurgo e omeopata evidentemente molto stimato e noto ai suoi tempi, fu convocato sabato 25 ottobre 1862 a mezzo telegrafo al capezzale di Giuseppe Garibaldi per un consulto circa la ferita alla gamba da quest'ultimo riportata nella famosa Giornata dell'Aspromonte del 29 agosto 1862. Partito domenica 26 ottobre 1862 da Schwanden raggiunse La Spezia dove si trovava Garibaldi. Il suo verdetto medico, contrario all'amputazione dell'arto, permise di salvare la gamba dell'Eroe dei due mondi. La sua teoria era che lasciando suppurare la ferita sarebbe poi stato più facile estrarre il proiettile e anche se ciò non fosse stato possibile il proiettile con il tempo sarebbe rimasto inglobato nel callo osseo formatosi, senza pregiudicare la funzionalità dell'arto. Il dott. Zopfy pubblicò un rapporto dettagliato di questo consulto medico sul Glarner-Zeitung.